# Alfa és omega (kisregény)
Az Alfa és omega (Альфа и oмега) az Aelita-díjas Zinovij Jurjev (Юрьев, Зиновий Юрьевич) 1967-ben megjelent sci-fi kisregénye. A művet először A világ körül. Évkönyv, 13 (Мир приключений. Альманах 13) című novelláskötet tartalmazta. Magyarországon a Kozmosz Fantasztikus Könyvek sorozatban 1974-ben adták ki Székely Sándor fordításában, a fordítás a Kasszandra keze (Рука Кассандры) novelláskötetben található szöveg alapján készült. A krimiszerű történet Valentyina Zsuravljova: Hóhíd a szakadék fölött című kisregényével egy kötetben található.

## Történet
|  | Alább a cselekmény részletei következnek! |

Egy amerikai reklámszakember, Dan a szerelmét kereste, aki egy levélben ugyan elbúcsúzott tőle, de abban nem árulta el, hogy hol lesz két teljes évig. A lány egy előnyös és érdekes ajánlatot kapott: tudományos kutatásban kell részt vennie. A fiú rátalált Forthus professzorra, akitől kicsikarta, hogy a kedvese valószínűleg Dry-Creekben, Arizonában tartózkodott. Dan kocsijának benzintartályába valaki cukrot öntött, a munkahelyén a fiókjában a gyógyszeres dobozában több gyógyszert talált, mint amire emlékezett.
Valakik figyelték, az életére törték, meg akarták akadályozni, hogy eljusson a kutatóbázisra. Kerülőúton sikerült eljutnia Dry-Creek közelébe, itt azonban egy vendéglőben elkábították, és másnap a kísérleti telepen ébredt, ahol tökéletesen boldognak érezte magát. Kiderült, hogy ő is a kísérleti alanyok közé került, a fejbőre alá egy rádióstimulátort ültettek. Dant és társait feltétlen boldogságra hangolták, így minden, ami a környezetükben történt, megelégedéssel töltötte el őket, és feltétlen engedelmességre ösztönözte.
A tudósok egyike, Robert Brighley doktor szerint a társadalomban az alfák az uralkodó helyzetben lévők, a hierarchia alsóbb fokán állnak a béták, a gammák és a többiek: egészen az omegákig. Szerinte a tömeges stimulációval omegák sokaságát lesznek képesek „előállítani”. Doktor Zucchi Dan és Flo segítségére sietett, és egy árnyékolókamrában rádöbbentette a fiatalokat a helyzetükre. Brighley leleplezte Zucchi jószándékú segítségnyújtását, de a rákövetkező reggelen egy golyóval a fejében találtak rá. A kutatótelep katonai vezetői, Dahlby ezredes és Webb őrnagy az alapos nyomozás során arra a megállapításra jutott, hogy Brighley öngyilkosságot követett el.
Dahlby helyettese azonban tovább folytatta a vizsgálatot, az árnyékolókamrában faggatta a folyamatos eufóriától megszabadult Dant, akit – mivel semmi újat nem tudott mondani az esetről – haragjában rádióidiótának nevezett. Dan két ökölcsapással reagált az őrnagy sértegetésére. Zucchi este hipnózisban feloldotta a korábban szintén alvásszerű állapotban kapott feledési parancsot, így Dan emlékezni kezdett a Brighleyvel való korábbi végzetes találkozására. Trupper tábornok akkurátusan ellenőrizte a kísérleti telepet, doktor Zucchi többek között bemutatta a térkoordináló stimulátort is.
Váratlan fordulatként a nagy erejű altatógázt az ellenőrzést végző tiszteken tesztelte. A négy földön fekvő ember koponyájába egy speciális fúróval stimulátorokat helyezett el. Az önfeláldozó Zucchinak sikerült a két fiatalt – Dant És Flót – megszöktetni a titkos kutatóbázisról. Webb őrnagy megpróbálta megakadályozni a szökést, de tévedésből a vezérlőpult kamrájában lévő kapcsolót rossz beállításba fordította el, agresszivitásra. A kísérleti alanyok (a négy tiszttel együtt) eufóriából véres dühöngésbe csaptak át. Houlop hadnagynak sikerült visszaállítani a korábbi fokozatot, de ez az őrnagyon már nem segített. Danra és Flóra már nem hatottak a rádióhullámok, autóstoppal messzire jártak.
|  | Itt a vége a cselekmény részletezésének! |

## Szereplők
- Dan (Daniel Carswell)
- Flo (Florence Cuotchel)
- Forthus professzor, biológus, tudományos tanácsadó
- Eugen Zucchi, olasz származású doktor
- Robert Brighley doktor, tudományos munkatárs
- MacCormack tudós-tábornok, a kutatóbázis vezetője
- Dahlby ezredes, a bázis katonai parancsnoka
- Webb őrnagy, Dahlby helyettese
- Andrew Trupper tábornok
- Houlop hadnagy
- Clattner doktor, a tábor orvosa
- Foster, kísérleti alany
- Colbert

## Magyarul
- Zinovij Jurjevics Jurjev: Alfa és omega / Valentyina Nyikolajevna Zsuravljova: Hóhíd a szakadék fölött. Tudományos fantasztikus regények; ford. Székely Sándor; Móra–Kárpáti, Bp.–Uzsgorod, 1974